# Alfonso Cuarón

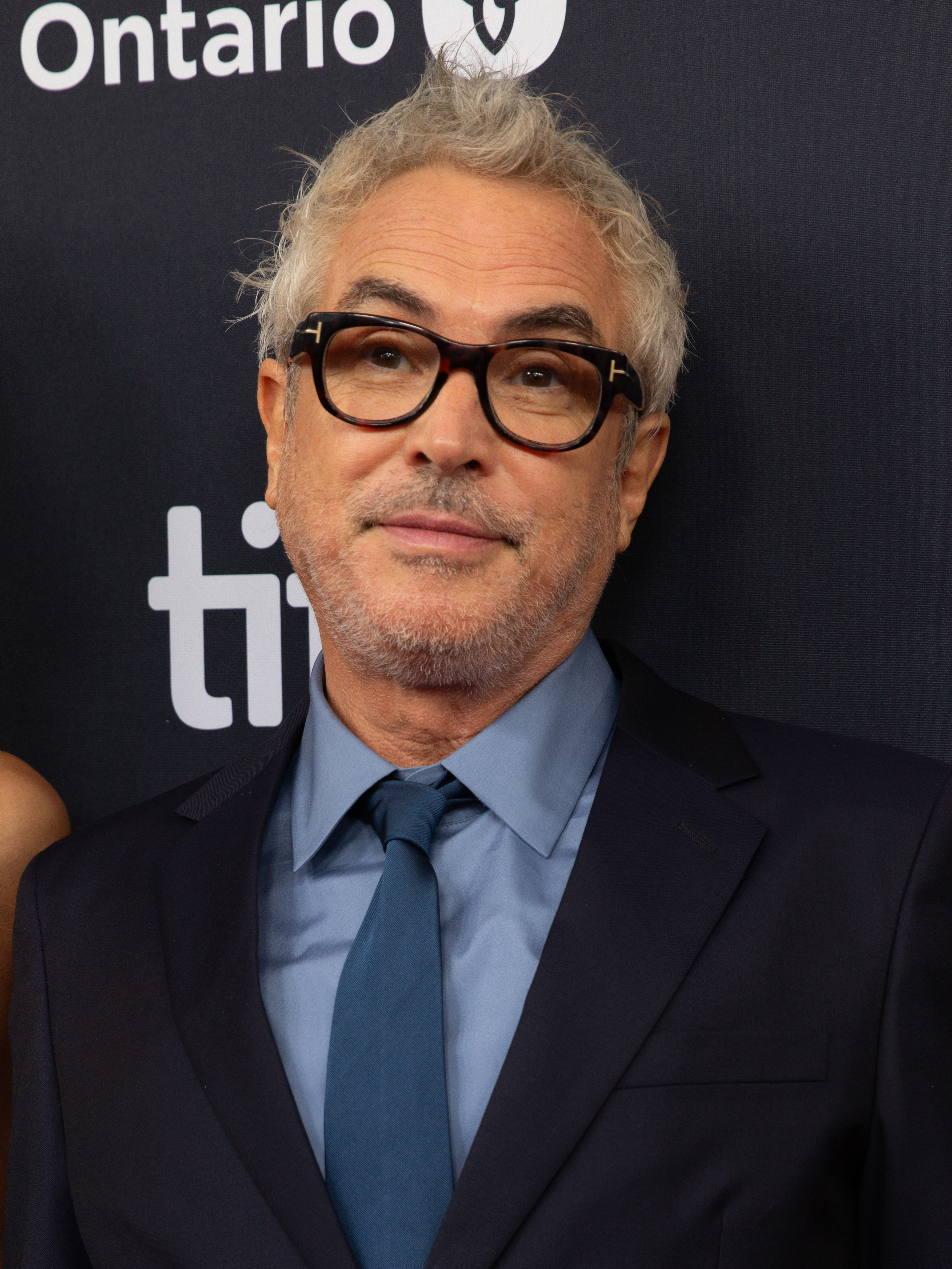
Alfonso Cuarón (2024)

Alfonso Cuarón Orozco (* 28. November 1961 in Mexiko-Stadt) ist ein mexikanischer Filmregisseur, Drehbuchautor, Produzent und Filmeditor. 2003 führte er beim dritten Teil der Verfilmung der kommerziell erfolgreichen Fantasy-Saga Harry Potter Regie und wurde damit einem breiten Publikum bekannt. Cuarón gewann insgesamt fünf Oscars sowie den Golden Globe Award als bester Regisseur für den Science-Fiction-Thriller Gravity (2013) sowie für Roma (2018) und wurde nach zuvor zwei Nominierungen mit dem Goldenen Löwen bei den Internationalen Filmfestspielen von Venedig ausgezeichnet (2018).

## Leben und Werk

### Kindheit, Jugend und Ausbildung
Alfonso Cuarón Orozco wurde in Mexiko-Stadt geboren. Alfredo Cuarón, sein Vater, war ein Kardiologe in einem Krankenhaus. Schon als kleiner Junge wollte Alfonso entweder Regisseur oder Astronaut werden. Er bekam zu seinem zwölften Geburtstag eine Kamera geschenkt und begann, damit herumzuexperimentieren. Cuarón entwickelte sich zu einem Filmliebhaber: Seiner Mutter machte er weis, er ginge zu Freunden, doch in Wirklichkeit ging er ins Kino. Als er mit der Schule fertig war, entschloss er sich, Philosophie an der Universidad Nacional Autónoma de México (UNAM) und Film in dem Centro Universitario de Estudios Cinematográficos (CUEC) zu studieren. Dort machte er die Bekanntschaft von Regisseur Carlos Marcovich und Kameramann Emmanuel Lubezki. Zusammen drehten sie in englischer Sprache den Kurzfilm Vengeance is mine (1983). Den Professoren gefielen die Sprache und der Film nicht; 1985 wurde Cuarón deshalb von der Schule gewiesen.
Anschließend arbeitete er bei einem mexikanischen Fernsehsender als Techniker und wenig später als Regisseur. Während seiner Studienzeit lernte er Mariana Elizondo kennen und bekam mit ihr seinen ersten Sohn Jonás Cuarón. 1993, nach dreizehn Jahren Ehe, ließ er sich von ihr scheiden. 2001 verliebte sich der Tim-Burton-Fan in Annalisa Bugliani und bekam mit ihr zwei weitere Kinder, Tess Bu Cuarón und Olmo Teodoro Cuarón.
 Sein fünf Jahre jüngerer Bruder Carlos Cuarón ist ebenfalls Regisseur; die beiden arbeiteten bei einigen Filmprojekten zusammen. Sein Sohn Jonás Cuarón ist als Regisseur und Drehbuchautor tätig.

### Die Anfänge: 1987 bis 1999
1987 fungierte Cuarón als Regieassistent bei dem Film Gaby: A True Story (1987). Anschließend schrieb er zusammen mit seinem Bruder Carlos das Drehbuch zu dem Film Sólo con tu pareja (1991). Als er das nötige Geld für die Realisation dieses Films aufgetrieben hatte, übernahm er auch die Regie. Der Film wurde zu einem ersten Erfolg und auf dem Internationalen Filmfestival in Toronto mit mehreren Preisen ausgezeichnet. Sydney Pollack wurde auf den jungen Regisseur aufmerksam und schlug ihm vor, eine Episode einer Fernsehserie namens Fallen Angels (1993) zu drehen, mit Alan Rickman in einer Rolle. Daraufhin zog Cuarón nach Los Angeles. 1994 las er das Drehbuch zu dem Film Little Princess und war davon so begeistert, dass er sich entschloss, bei dem Film die Regie zu übernehmen.

### Durchbruch

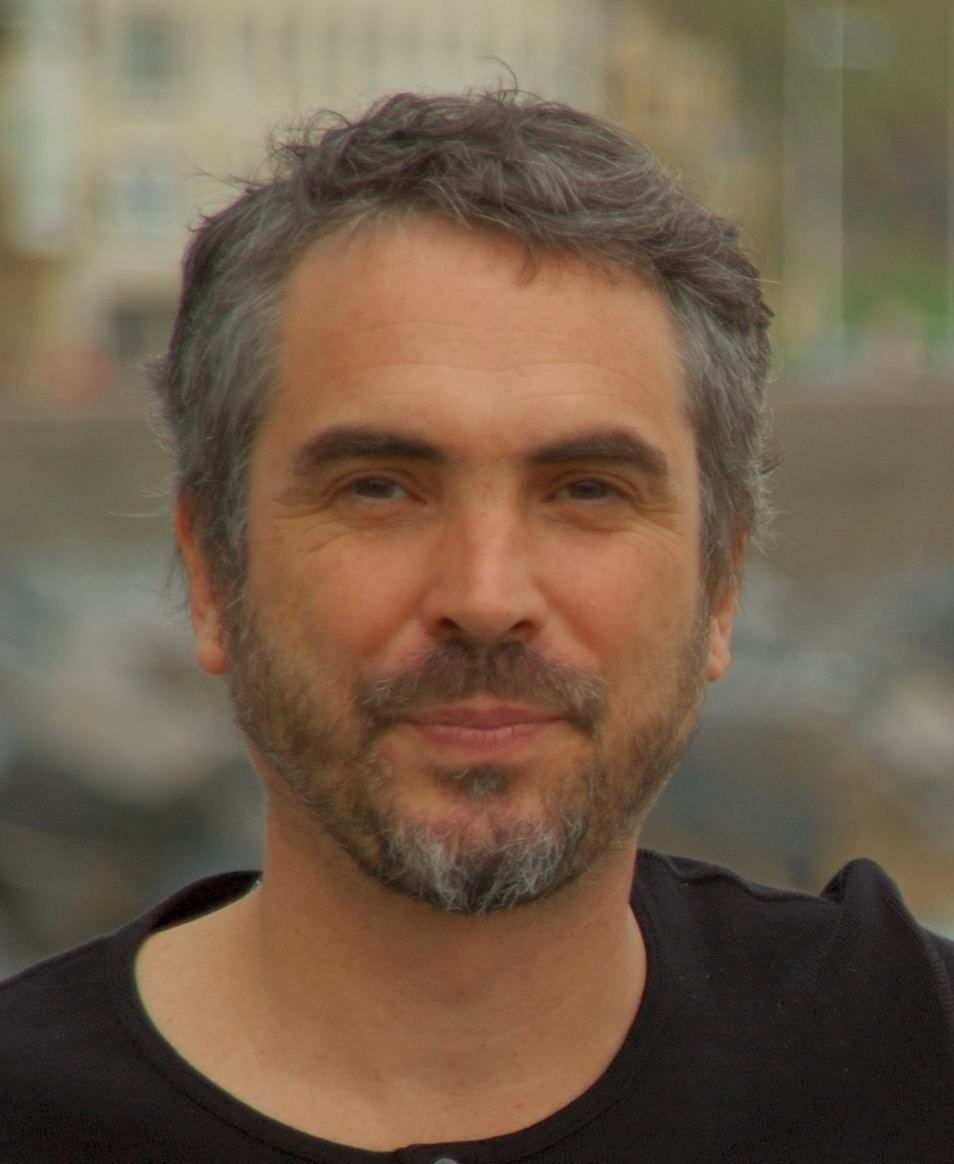
Alfonso Cuarón 2005 beim San Sebastian International Film Festival

Mit dem Filmdrama Große Erwartungen (1998), das auf Charles Dickens’ gleichnamigen Roman basierte, kam Cuaróns erster großer Film ins Kino. Die Besetzung bestand aus Stars wie Robert De Niro, Ethan Hawke, Gwyneth Paltrow und Chris Cooper. Alfonso Cuarón fungierte als Regisseur, schrieb aber nicht das Drehbuch. Der Film wurde von den Kritikern insgesamt recht positiv aufgenommen. James Berardinelli schrieb, der Film sei zwar „kein Triumph“, aber besser als „nur ein guter Versuch“. Insgesamt spielte der Film weltweit etwa 45 Millionen US-Dollar ein.
Nach der Literaturverfilmung folgte 2001 das Erotik-Roadmovie Y tu mamá también – Lust for Life mit Diego Luna, Gael García Bernal und Maribel Verdú in den Hauptrollen. Der Film wurde in Mexiko gedreht, also nicht mehr in Hollywood, da Cuarón einen Film auf Spanisch drehen wollte, eigentlich sogar im Slang der Bewohner von Mexiko-Stadt. Am 8. Juni 2001 lief der Film in den mexikanischen Kinos an und wurde zu einem finanziellen Erfolg. Daher lief er nach und nach in immer mehr Ländern an. Am Ende betrug das Einspielergebnis des Films über 33 Millionen US-Dollar. Der Filmkritiker Roger Ebert gab dem Film die Höchstwertung und sprach von der Geburt eines neuen mexikanischen Kinos. Das Roadmovie wurde mit über 30 internationalen Preisen prämiert wie dem Golden Globe als bester fremdsprachiger Film und für zahlreiche weitere nominiert. Der Film erzählt laut Cuarón von der „Klassengesellschaft, von den vielen verschiedenen Mexikos, die in derselben Zeit und im selben Raum, aber scheinbar unverbunden koexistieren.“
2004 kam unter Regie von Alfonso Cuarón Harry Potter und der Gefangene von Askaban, der dritte Teil der Harry-Potter-Verfilmungen, ins Kino und hatte plötzlich einen völlig anderen Look als die beiden Vorgänger, die von Chris Columbus stammten. Der „teilweise unheimliche“ Film bekam als erster der Harry-Potter-Reihe eine Altersfreigabe ab 12 Jahren. Der Fantasy-Film spielte weltweit über 790 Millionen US-Dollar ein und war somit der erfolgreichste Film des mexikanischen Regisseurs.
2006 kam der Science-Fiction-Thriller Children of Men ins Kino. Als Vorlage diente der gleichnamige Roman von P. D. James. Alfonso Cuarón adaptierte zusammen mit Timothy J. Sexton den Roman für die Leinwand. Unter der Regie Cuaróns verkörperten Schauspieler wie Clive Owen, Michael Caine oder Julianne Moore die Hauptrollen. Der Film hatte ein Budget von etwa 76 Millionen US-Dollar, und die Dreharbeiten begannen am 2. November 2005 und endeten am 27. August 2006. Der Film wurde von der internationalen Kritik überwiegend positiv aufgenommen. Die Spezialeffekte und die Kameraarbeit wurden größtenteils gelobt. Dennoch gab es auch unter den renommierten Rezensenten Kritiker, die einzelne Punkte bemängelten, etwa die simple Storyführung oder die christliche Symbolik. Children of Men wurde bei den Internationalen Filmfestspielen von Venedig 2006 für den Goldenen Löwen nominiert.
Sieben Jahre später folgte mit Gravity (2013) erneut die Regie bei einer internationalen Kinoproduktion, für die Cuarón gemeinsam mit seinem Sohn Jonás auch das Drehbuch schrieb sowie als Koproduzent fungierte. Der Science-Fiction-Thriller stellt eine brillante Medizintechnikerin und einen erfahrenen Astronauten (dargestellt von Sandra Bullock und George Clooney) in den Mittelpunkt, die bei einer Routinemission im Weltraum verunglücken. Der 3D-Film eröffnete als Welturaufführung außer Konkurrenz am 28. August 2013 die 70. Internationalen Filmfestspiele von Venedig und brachte Cuarón unter anderem den Oscar und den Golden Globe Award als bester Regisseur ein.
Die von ihm mitentwickelte Serie Believe lief 2014 an und wurde nach einer Staffel abgesetzt.
2015 war er Jurypräsident der 72. Internationalen Filmfestspiele von Venedig.
2018 fand bei den 75. Internationalen Filmfestspielen von Venedig die Premiere seines Films Roma statt, der dort mit dem Goldenen Löwen ausgezeichnet wurde. Das Drama ist größtenteils autobiografisch, basierend auf Cuaróns Erinnerungen an seine Kindheit in Mexiko-Stadt. Der Film lief in einigen Kinos an, um die Kriterien für Filmpreisnominierungen zu erfüllen, bevor er bei Netflix als Original Production veröffentlicht wurde. Anfang 2019 erhielt Cuarón zudem einen Golden Globe Award in der Kategorie Beste Regie, während Roma auch den Preis für den besten fremdsprachigen Film gewann. Bei Bekanntgabe der Oscar-Nominierungen 2019 erhielt Roma 10 Nominierungen. Cuarón selbst wurde in vier Kategorien nominiert (Bester Film, Regie, Originaldrehbuch, Kamera), wovon er in zweien ausgezeichnet wurde (Regie, Kamera).
Nach dem großen Erfolg von Roma trat Cuarón als Regisseur erst wieder an der Miniserie Disclaimer (2024) in Erscheinung, bei der er auch als alleiniger Drehbuchautor und ausführender Produzent beteiligt war. Der Thriller-Mehrteiler, für den Streaminganbieter Apple TV+ konzipiert, wurde mit Cate Blanchett in der Hauptrolle besetzt. Das Werk wurde für seine Uraufführung ins Programm des 81. Filmfestivals von Venedig aufgenommen.

## Sonstiges
Seit Ende Mai 2007 ist Cuarón Vizepräsident der Confédération Internationale des Sociétés d’Auteurs et Compositeurs (CISAC), eines internationalen Dachverbands von Verwertungsgesellschaften.
2008 wurde Cuarón in die Wettbewerbsjury der 61. Filmfestspiele von Cannes berufen.
Als Nächstes will Cuarón Ron McLartys Bestseller The Memory of Running und den Roman The History of Love von Nicole Krauss verfilmen.
In dem 2008 erschienenen James-Bond-Film Ein Quantum Trost hat Cuarón einen Cameoauftritt als Helikopterpilot.
Nach eigenen Angaben hat Cuarón niemals einen seiner Filme nach der Veröffentlichung noch einmal angesehen: Auch wenn er im Fernsehen zufällig auf einen stößt, schaltet er sofort weg. Im Gegensatz zu anderen, für die ein eigener Film wie ein Baby wäre, wäre er für ihn wie eine Ex-Frau. Als Grund gibt er an, sich dabei wohl ausschließlich auf Dinge zu konzentrieren, die ihn an dem Film stören.

## Filmografie (Auswahl)
- 1991: Sólo con tu pareja (Regisseur, Drehbuchautor und Editor)
- 1995: Little Princess (A Little Princess, Regisseur)
- 1998: Große Erwartungen (Great Expectations, Regisseur)
- 2001: Y tu mamá también – Lust for Life (Y tu mamá también, Regisseur, Drehbuchautor, Produzent und Editor)
- 2004: Harry Potter und der Gefangene von Askaban (Harry Potter and the Prisoner of Azkaban, Regisseur)
- 2006: Children of Men (Regisseur, Drehbuchautor und Editor)
- 2006: Paris, je t’aime (Regisseur und Drehbuchautor der Episode Parc Monceau)
- 2006: Pans Labyrinth (Produzent)
- 2013: Gravity (Regisseur, Drehbuchautor, Editor und Produzent)
- 2014: Believe (Fernsehserie, Schöpfer, Regisseur der Pilotfolge)
- 2018: Roma (Regisseur, Drehbuchautor, Produzent, Editor und Kamera)
- 2020: Hexen hexen (The Witches, Produzent)
- 2022: Raymond & Ray (Produzent)
- 2022: Le pupille (Kurzfilm, Produzent)
- 2023: Der Lotse (The Shepherd, Kurzfilm, Produzent)
- 2024: Disclaimer (Regie, Drehbuch, ausführender Produzent)

## Auszeichnungen (Auswahl)
Oscar
- 2003: Nominierung in der Kategorie Bestes Originaldrehbuch für Y tu mamá también – Lust for Life (gemeinsam mit Carlos Cuarón)
- 2006: Nominierung in der Kategorie Bester Schnitt für Children of Men (gemeinsam mit Alex Rodriguez)
- 2006: Nominierung in der Kategorie Bestes adaptiertes Drehbuch für Children of Men
- 2014: Nominierung in der Kategorie Bester Film für Gravity
- 2014: Auszeichnung in der Kategorie Beste Regie für Gravity
- 2014: Auszeichnung in der Kategorie Bester Schnitt für Gravity (gemeinsam mit Mark Sanger)
- 2019: Nominierung in der Kategorie Bester Film für Roma (gemeinsam mit Gabriela Rodríguez)
- 2019: Auszeichnung in der Kategorie Beste Regie für Roma
- 2019: Nominierung in der Kategorie Bestes Originaldrehbuch für Roma
- 2019: Auszeichnung in der Kategorie Beste Kamera für Roma
- 2019: Auszeichnung in der Kategorie Bester fremdsprachiger Film für Roma
- 2023: Nominierung in der Kategorie Bester Kurzfilm für Le pupille

Golden Globe Award
- 2002: Nominierung in der Kategorie Bester fremdsprachiger Film für Y Tu Mamá También – Lust for Life
- 2014: Nominierung in der Kategorie Bester Film – Drama für Gravity
- 2014: Auszeichnung in der Kategorie Beste Regie für Gravity
- 2019: Auszeichnung in der Kategorie Beste Regie für Roma
- 2019: Nominierung in der Kategorie Bestes Filmdrehbuch für Roma

British Academy Film Awards
- 2003: Nominierung in der Kategorie Bestes Originaldrehbuch für Y Tu Mamá También – Lust for Life (gemeinsam mit Carlos Cuarón)
- 2003: Nominierung in der Kategorie Bester nicht-englischsprachiger Film für Y Tu Mamá También – Lust for Life (gemeinsam mit Jorge Vergara)
- 2005: Nominierung in der Kategorie Bester britischer Film für Harry Potter und der Gefangene von Askaban (gemeinsam mit David Heyman, Chris Columbus und Mark Radcliffe)
- 2007: Auszeichnung in der Kategorie Bester nicht-englischsprachiger Film für Pans Labyrinth (gemeinsam mit Alvaro Augustin and Guillermo del Toro)
- 2014: Nominierung in der Kategorie Bester Film für Gravity (gemeinsam mit David Heyman)
- 2014: Auszeichnung in der Kategorie Beste Regie für Gravity
- 2014: Auszeichnung in der Kategorie Bester britischer Film für Gravity (gemeinsam mit David Heyman und Jonás Cuarón)
- 2014: Nominierung in der Kategorie Bestes Originaldrehbuch für Gravity (gemeinsam mit Jonás Cuarón)
- 2014: Nominierung in der Kategorie Bester Schnitt für Gravity (gemeinsam mit Mark Sanger)
- 2019: Auszeichnung in der Kategorie Bester Film für Roma (gemeinsam mit Gabriela Rodríguez)
- 2019: Auszeichnung in der Kategorie Beste Regie für Roma
- 2019: Nominierung in der Kategorie Bestes Originaldrehbuch für Roma
- 2019: Auszeichnung in der Kategorie Bester nicht-englischsprachiger Film für Roma (gemeinsam mit Gabriela Rodríguez)
- 2019: Auszeichnung in der Kategorie Beste Kamera für Roma
- 2019: Nominierung in der Kategorie Bester Schnitt für Roma

Internationale Filmfestspiele von Venedig
- 2001: Bestes Original-Drehbuch für Y tu mamá también – Lust for Life
- Nominiert in den Kategorien:
  - 2001: Goldener Löwe für Y tu mamá también – Lust for Life
  - 2006: Goldener Löwe für Children of Men

- 2018: Goldener Löwe für Roma

Critics’ Choice Movie Award
- 2014: Beste Regie für Gravity
- 2019: Beste Regie und Beste Kamera für Roma

Locarno Film Festival
- 2024: Lifetime Achievement Award[12]